# Dovev Gabay
Dovev Gabay (in ebraico דובב גבאי‎?; Hadera, 1º aprile 1987) è un calciatore israeliano, attaccante del Maccabi Kabilio Giaffa.

## Carriera

### Club
Ha giocato nella massima serie israeliana.